# Polytrichum hexagonum
Polytrichum hexagonum là một loài Rêu trong họ Polytrichaceae. Loài này được (Mitt.) Müll. Hal. miêu tả khoa học đầu tiên năm 1869.